# Еллісон Толман
Е́ллісон Кáра То́лман (англ. Allison Cara Tolman; нар. 18 листопада 1981, Х'юстон, Техас, США) — американська акторка, відома роллю Моллі Солверсон у серіалі «Фарґо».

## Біографія
Еллісон Толман народилася в Х'юстоні, США, росла в Шуґар-Ленді, де закінчила середню школу в 2000. У початковій та середній школі відвідувала Fort Bend Community Theatre. Толман була студенткою Бейлорського університету за напрямком театральне мистецтво. У 2009 переїхала в Чикаго, де вивчала комедійне мистецтво.

## Кар'єра
На початку кар'єри Толман отримувала епізодичні ролі переважно в телесеріалах. Її прорив відбувся з виходом кримінально-драматичного серіалу «Фарґо». У ньому акторка виконала роль заступниці шерифа Моллі Солверсон. Її роботу оцінила критика. Акторка була номінована на «Золотий глобус» як найкраща акторка в мінісеріалі, «Еммі» та «Супутник» за роль другого плану в мінісеріалі, вона стала володаркою премії «Вибір телевізійних критиків» у цій же категорії.
У 2015 виконала роль другого плану власниці цвинтаря домашніх тварин Рубі в чорній комедії «Фресно», зіграла в трилері Джоела Едгертона «Подарунок», також виконала роль екранної дружини Адама Скотта в різдвяному фільмі «Крампус: викрадач Різдва». У тому ж році було оголошено, що Еллісон Толман приєдналась до акторського складу американської комедійної стрічки «Операція „Казино“», у якому також залучені Вілл Ферелл і Емі Полер.

## Фільмографія
| Рік       |    | Українська назва         | Оригінальна назва          | Роль                     |
| --------- | -- | ------------------------ | -------------------------- | ------------------------ |
| 2006      | с  | Втеча з в'язниці         | Prison Break               | медсестра                |
| 2007      | с  | Барні і його друзі       | Barney & Friends           | мама                     |
| 2008      | с  | Убоге життя              | Sordid Lives: The Series   | Тінк                     |
| 2009      | кф | Тисяча коктейлів пізніше | A Thousand Cocktails Later | Менді                    |
| 2014      | с  | Проект Мінді             | The Mindy Project          | Еббі Берман              |
| 2014      | с  | Давай знайомитись        | Hello Ladies               | Кейт                     |
| 2014—2015 | с  | Фарґо                    | Fargo                      | Моллі Солверсон          |
| 2015      | мс | Арчер                    | Archer                     | Еді Пуві                 |
| 2015      | ф  | Фресно                   | Addicted to Fresno         | Рубі                     |
| 2015      | с  |                          | Comedy Bang! Bang!         | Еллен                    |
| 2015      | ф  | Подарунок                | The Gift                   | Люсі                     |
| 2015      | с  | Огляд                    | Review                     | Марісса                  |
| 2015      | ф  | Крампус: викрадач Різдва | Krampus                    | Лінда                    |
| 2016      | с  | Скажені пси              | Mad Dogs                   | Рошелль                  |
| 2016—2018 | с  | П'яна історія            | Drunk History              | Джессі Черрі             |
| 2017      | ф  |                          | La Barracuda               | Мерл                     |
| 2017      | с  | По-собачому              | Downward Dog               | Нан                      |
| 2017      | ф  | Операція «Казино»        | The House                  | Дон                      |
| 2017      | ф  | Вбити Гюнтера            | Killing Gunther            | Міа                      |
| 2017—2019 | с  | Мені шкода               | I'm Sorry                  | Дженніфер                |
| 2017—2018 | с  | Мозаїка                  | Mosaic                     | Емі Ламбсон              |
| 2017—2018 | с  | Я, знову я і ще раз я    | Me, Myself & I             | Сара                     |
| 2018      | ф  | Брати Сістерс            | The Sisters Brothers       | дівчина в салуні Мейфілд |
| 2018      | ф  | Сім'я                    | Family                     | Шеріл Стоун              |
| 2018      | с  | Бруклін 9-9              | Brooklyn Nine-Nine         | Олівія Кроуфорд          |
| 2018—2019 | с  | Хороші дівчата           | Good Girls                 | Мері Пет                 |
| 2018      | с  | Касл-Рок                 | Castle Rock                | Бріджит                  |
| 2019      | с  | Сутінкова зона           | The Twilight Zone          | Мора                     |
| 2019—2020 | с  | Явлення                  | Emergence                  | Джо Еванс                |
| 2020      | ф  | Остання зміна            | he Last Shift              | Евелін                   |
| 2021      | с  | Чому жінки вбивають      | Why Women Kill             | Альма Філкот             |
| 2022      | с  | Газлайт                  | Gaslit                     | Вінні Маклендон          |